# Prowincja Quảng Ninh
Quảng Ninh wymowaⓘ – prowincja Wietnamu, znajdująca się w północnej części kraju, w Regionie Północno-Wschodnim. Na północy prowincja graniczy z Chinami.

## Podział administracyjny
W skład prowincji Quảng Ninh wchodzi dziesięć dystryktów oraz cztery miasta.
- Miasta:

1. Cẩm Phả
2. Hạ Long
3. Móng Cái
4. Uông Bí

- Dystrykty:

1. Ba Chẽ
2. Bình Liêu
3. Cô Tô
4. Đầm Hà
5. Đông Triều
6. Hải Hà
7. Hoành Bồ
8. Tiên Yên
9. Vân Đồn
10. Yên Hưng